# Tapeina bicolor
Tapeina bicolor là một loài bọ cánh cứng trong họ Cerambycidae.